# Courtemaux
Courtemaux település Franciaországban, Loiret megyében. Lakosainak száma 263 fő (2022. január 1.). Courtemaux Chantecoq, Ervauville, Louzouer, Mérinville, La Selle-en-Hermoy, Thorailles és La Selle-sur-le-Bied községekkel határos.

## Népesség
A település népességének változása:
| Lakosok száma | 245  | 192  | 215  | 266  | 284  | 270  | 257  | 260  | 262  | 263  |
|               | 1968 | 1982 | 1990 | 2006 | 2013 | 2015 | 2017 | 2019 | 2020 | 2022 |